# Българска духовна дружина
Българската духовна дружина е българска просветна организация, формирана в 1864 година в османската столица Цариград, целяща да подпомага българското просветно дело. Организацията е в основата на създаването на Българското читалище в Цариград и подпомага активно учебното дело в Македония, като снабдява с книги и учители училища в Солун, Енидже Вардар, Охрид, Ресен, Битоля, Струмица, Неврокоп и други.